# Israël van A tot Z

## A
Rachel Adatto -
Afrikaanse Hebreeërs -
Akko -
Ale Yarok -
Guri Alfi -
Alia -
Sjoelamit Aloni -
Reut Alush -
Hamad Amar -
Yigal Amir -
Amirim -
Meir Amit -
Amos Yarkoni -
Antisemitisme -
Antizionisme -
Arabisch -
Arabische Israëliërs -
Arabisch-Israëlisch conflict -
Ron Arad (piloot) -
Arbeidspartij -
Arkia -
Ashdod -
Uri Avnery

## B
Bahá'í -
Balad -
Balfour-verklaring -
Bank van Israël -
Bar-Ilan Universiteit -
Ehud Barak -
Basiliek van de Aankondiging -
Basiswet -
Bat Ayin -
Beaufort (film) -
Bedoeïenen -
Beër Sjeva -
Ben-Gurion Universiteit van de Negev -
Benny Begin -
Menachem Begin -
David Ben-Gurion -
Luchthaven Ben-Gurion -
Eliëzer Ben-Jehoeda -
Naftali Bennett -
Tova Ben Zvi -
Bet Shearim -
Beta Israel -
Bezalel Academy of Arts and Design  -
Chajiem Nachman Bialik -
Binyamina -
Azmi Bishara -
Ahron Bregman -
Brichat Ram -
David Brodman

## C
Caesarea -
Chassiden -
Christenen -
Commissie-Winograd

## D
Israël in de Davis Cup -
Moshe Dayan -
Deir Yassin -
Dimona -
Dode Zee -
Dode Zeezout -
Dominus Flevit -
Druzen

## E
Abba Eban -
Ya'akov Edery -
Ecce Homo Church -
Een Gedi -
Eilat -
Ein Bokek -
Michael Eitan -
El Al -
Ronit Elkabetz -
Gilad Erdan -
Jonathan Erlich -
Levi Eshkol -
Etsel -
Eurovisiesongfestival

## F
Falasja -
Stanley Fischer -
Karnit Flug

## G
Galilea -
Gezamenlijke Lijst -
Gila Gamliel -
Shlomo Glickstein -
Globes -
Julia Glushko -
Goesj Etsion -
Good Fence -
Golanhoogten -
Golf van Eilat/Akaba -
Golfoorlog (1991) -
Orel Grinfeeld - 
Groene Lijn -
Nachum Gutman

## H
Haaretz -
Amir Hadad -
Hadash -
Hagana -
Haifa -
Dan Halutz -
Meir Har-Zion -
Hatikwa -
Hatnuah -
Amira al Hayb -
Hebreeuws -
Hebreeuwse Universiteit van Jeruzalem -
Hebreeuwse Wikipedia -
Heilige Land -
Hermonberg -
Daniel Hershkowitz -
Theodor Herzl -
Herzliya -
Chaim Herzog -
Het Joodse Huis -
Hetz -
Tzipi Hotovely -
Hurva-synagoge

## I
.il -
Intifada -
Irgoen -
Islam -
ISO 3166-2:IL -
Israël -
Israëlische Onafhankelijkheidsoorlog -
Israëlisch-Libanese Oorlog van 2006 -
Itur HaOz -
Dalia Itzik

## J
Jaartelling -
Jarkon -
The Jerusalem Post -
Jeruzalem -
Jiddisch -
Jisrael Beeténoe -
Joden -
Jodendom -
Jom Ha'atsmaoet -
Jom Hazikaron -
Jom Jeroesjalajiem -
Jom Kipoer -
Jom Kipoeroorlog -
Joodse vluchtelingen uit de Arabische wereld -
Jordaan -
Judea

## K
Kabinet-Netanyahu IV -
Kach -
Kadima -
Moshe Kahlon -
Ayoob Kara -
Karaïten -
Karmelgebergte -
Moshe Katsav -
Kerk van Alle Naties -
Kfar Malal -
Kibboets -
Baruch Kimmerling -
Kirjat Sjmona -
Bloedbad van Kirjat Sjmona -
Ralph Klein -
Knesset -
Boaz Kramer -
Krav maga -
Kulanu

## L
Tommy Lapid -
Yair Lapid -
Pinchas Lapide -
Raffi Lavie -
Lechi -
Leger (IDF) -
Leviathanveld -
Harel Levy -
Libanese Burgeroorlog -
Avigdor Lieberman -
Likoed -
Jevgenia Linetskaja -
Tzipi Livni -
Lod

## M
Maanden -
Maariv -
MacDavid -
Mafdal -
Mandaatgebied Palestina -
Amos Mansdorf -
Massada -
Meah Shearim -
Medinat Yisrael -
Meemad -
Meer van Tiberias -
Megiddo -
Golda Meïr -
Menora -
Meretz -
Meronberg -
Messiasbelijdende Joden -
Mitnagdiem -
Modern-orthodox jodendom -
Shaul Mofaz -
Mosjav -
Mossad

## N
Nationaal-Religieuze Partij -
Nazar Mahmud -
Nazareth -
Nederzetting -
Negev -
Benjamin Netanyahu -
Neve Shalom -
Nieuwe Historici

## O
Tzipora Obziler -
Noam Okun -
Olijfberg -
Ehud Olmert -
Oost-Jeruzalem -
Open Universiteit van Israël -
Or Yehuda -
Oslo-akkoorden -
Amos Oz

## P
Palestijnen -
Palestina -
The Palestine Post -
Shahar Peer -
Shimon Peres -
Amir Peretz -
Shahar Perkiss -
Pesach -
St. Petrus in Gallicantu

## Q
Qumran

## R
Ra'am -
Lea Rabin -
Yitzchak Rabin -
Andy Ram -
Ramla -
Benjamin Rawitz-Castel -
Religieus zionisme -
Resolutie 181 Algemene Vergadering Verenigde Naties -
Resolutie 242 Veiligheidsraad Verenigde Naties -
Tanya Reinhart -
Rishon LeZion -
Rosj Hasjana

## S
Chana Safrai -
Samaria -
Samaritanen -
Sanhedrin -
Sde Boker -
Dudi Sela -
Ayelet Shaked -
Gilad Shalit -
Yitzhak Shamir -
Benny Shanon -
Natan Sharansky -
Moshe Sharett -
Ariel Sharon -
Sharon (streek) -
Shas -
Meir Sheetrit -
Shin Bet -
Shinui -
Keren Shlomo -
Sjabbat -
Sint Annakerk (Jeruzalem) -
Sjekel -
Anna Smashnova -
Soekot -
Yuri Stern -
Suezcrisis -
Yousef Sweid

## T
Taborberg -
Tamarveld -
Technion -
Tel Aviv -
Tel Megiddo (Armageddon) -
Tiferet Jisrael-synagoge -
Shimon Tzabar

## U
Universiteit van Ariël -
Universiteit van Haifa -
Universiteit van Tel Aviv

## V
Mordechai Vanunu -
Verenigd Thora-jodendom -
Verenigde Arabische Lijst -
Verkiezingen -
Vlag -
Volkslied -
Yochanan Vollach -
Ies Vorst -
Vredesverdrag tussen Libanon en Israël (1983)

## W
Wadi Araba -
Wapen van Israël -
Ezer Weizman -
Chaim Weizmann -
Weizmann Instituut van Wetenschappen -
Westelijke Jordaanoever -
Wet op de Terugkeer -
Majalli Whbee -
Wijnstreken -
Eliyahu Winograd -
Woestijn van Judea -
Wolfprijs

## Y
Moshe Ya'alon -
Yad Vashem -
Yediot Ahronot -
Yesh Atid -
Yesha-raad -
Eli Yishai

## Z
Zesdaagse Oorlog -
Zion -
Zionisme -
Zionistische Unie -
Shahar Zubari -
Zochrot

## Israëllijsten
- Lijst van aanslagen in Israël
- Lijst van betaaldvoetbalclubs in Israël
- Lijst van bisdommen van het Grieks-orthodox patriarchaat van Jeruzalem
- Lijst van burgemeesters van Asjdod
- Lijst van burgemeesters van Bat Yam
- Lijst van burgemeesters van Beër Sjeva
- Lijst van burgemeesters van Eilat
- Lijst van burgemeesters van Haifa
- Lijst van burgemeesters van Holon
- Lijst van burgemeesters van Jeruzalem
- Lijst van burgemeesters van Petach Tikwa
- Lijst van burgemeesters van Risjon Letsion
- Lijst van burgemeesters van Tel Aviv
- Lijst van Europese wedstrijden van Beitar Jeruzalem
- Lijst van Europese wedstrijden van Hapoel Tel Aviv FC
- Lijst van Europese wedstrijden van Maccabi Haifa
- Lijst van Europese wedstrijden van Maccabi Tel Aviv FC
- Lijst van grote Israëlische steden
- Lijst van hoogste gebouwen in Israël
- Lijst van Israëlische ministers van Binnenlandse Zaken
- Lijst van Israëlische ministers van Buitenlandse Zaken
- Lijst van Israëlische ministers van Defensie
- Lijst van Israëlische ministers van Financiën

- Lijst van Israëlische ministers van Justitie
- Lijst van Israëlische Nobelprijswinnaars
- Lijst van Israëlische plaatsen
- Lijst van Israëlische schakers
- Lijst van Israëlische sporters
- Lijst van Israëlische steden
- Lijst van Israëlische voetballers
- Lijst van Israëlische wegen
- Lijst van joodse feest- en gedenkdagen
- Lijst van Latijnse patriarchen van Jeruzalem
- Lijst van leden van de 18e Knesset
- Lijst van leden van de 19e Knesset
- Lijst van leden van de 20e Knesset
- Lijst van leden van de 23e Knesset
- Lijst van luchthavens in Israël
- Lijst van musea in Israël
- Lijst van personen uit Haifa
- Lijst van personen uit Jeruzalem
- Lijst van personen uit Tel Aviv
- Lijst van premiers van Israël
- Lijst van presidenten van de Bank van Israël
- Lijst van presidenten van Israël
- Lijst van spelers van het Israëlische voetbalelftal
- Lijst van universiteiten in Israël